# ژول رنار
ژول رنار (به فرانسوی: Jules Renard) نویسنده قرن نوزدهم میلادی اهل فرانسه است.

## زندگینامه
ژول رنار در ۲۲ فوریه ۱۸۶۴ در شالون-دو-من به دنیا آمد.
او ابتدا به عنوان دستیار وکیل، معلم سرخانه و حقوق‌دان شروع به کار کرد و از ۱۸۸۶ شروع به نوشتن و انتشار رمان، داستان کوتاه و درام نمود. او در کنار رمان‌های ناتورالیستی خود، داستان کوتاه ونمایش‌نامه هم می‌نوشت. در عین حال به تشریح روانشناسانهٔ قهرمانان داستان‌های خود بیشتر از وقایع آن‌ها اهمیت می‌داد. به علاوه رنار برای کلمات قصاری که به جا به کار می‌برد هم شهرت داشت، زیرا او اکثر اوقات موفق می‌شد که حقیقت را در کلمات کوتاه و دقیق بیان کند. حقیقتی که از نگاه تیزبین او دور نمی‌ماند.
ژول رنار در ۲۲ ماه مه ۱۹۱۰ در پاریس از دنیا رفت.

## تالیفات

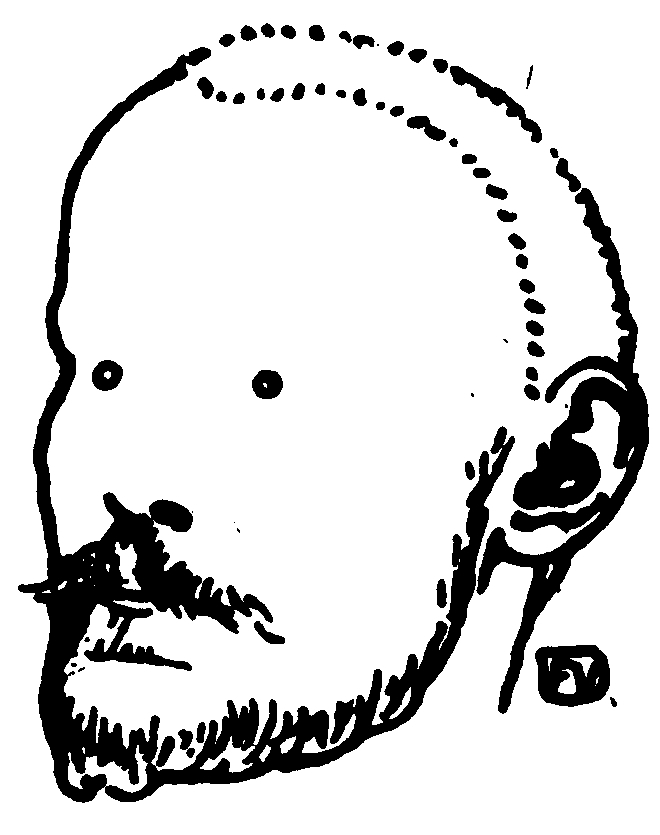

رمان
- جنایت دهکده (۱۸۸۸)
- لبخندهای فشرده (۱۸۹۰)
- طفیلی (۱۸۹۲)
- تاریخ‌های طبیعی (۱۸۹۴)
- تاک نشان در تاکستانش (۱۸۹۴)
- زردک (۱۸۹۴)

نمایشنامه
- نان خانگی (۱۸۹۸)
- لذت گسستن (۱۸۹۷)

سایر آثار
- خرخاکی ها
- داستان خواسته
- پسر مو فرفری
- قصه‌های شبانه
- یادداشت‌های روزانه
- یادداشت‌ها و مکاتبات
- شبانی‌ها
- داستان‌های طبیعت